# Sitio de Monzón (1643)
El sitio de Monzón en 1643 fue uno de los episodios de la Guerra de Secesión catalana.

## Antecedentes
En 1641 el principado de Cataluña se alza contra la soberanía de Felipe IV y reconoce como rey a Luis XIII de Francia.
El cardenal Richelieu envía 2 ejércitos en apoyo de Cataluña. Uno al mando del conde de La Motte hacia Barcelona y que acabaría sitiando Monzón.
Enero de 1641: los catalanes reconocen a Luis XIII de Francia. Fracasa el asalto a Barcelona.
Abril de 1641: en el Rosellon se rinden las tropas españolas. La Motte organiza el ataque a Aragón (12.000 infantes y 4.000 caballos).
16 de mayo de 1641: Monzón en situación crítica, se envían 200 hombres desde Huesca.
19 de mayo de 1642: los franceses ocupan la ciudad, saqueo y destrucción de templos y conventos. La población fue ocupada el 19 de mayo, pero el castillo seguía resistiendo. 
10 de junio de 1642ː el castillo fue tomado por los franceses después de 21 días de asedio.
Octubre de 1642ː llega a Lérida el ejército español, que es derrotado por La motte. Felipe IV regresa a Madrid.
28 de octubre de 1642: se presenta el ejército castellano de Felipe IV mandado por Felipe de Silva y asedia el castillo en poder francés.
4 de diciembre de 1643: el castillo es recuperado por las tropas españolas. 
Pasado el año 1643ː los habitantes de Monzón empiezan a volver, no hallaron más casas ni edificios enteros que el convento de san Francisco y el hospital de santo Tomas. Todos los archivos y bienes fueron robados o destruidos por los catalanes y franceses.
En la primavera de 1640, Francesc de Tamarit fue encarcelado acusado de no facilitar alojamientos a las levas acuarteladas en Cataluña. El 22 de mayo, los campesinos sublevados entraron en Barcelona y lo pusieron en libertad. El 7 de junio del mismo año, en el Corpus de Sangre, grupos de segadores entraron de nuevo en la ciudad y asesinaron al virrey de Cataluña Dalmau III de Queralt.
En septiembre, el ejército de Felipe IV ocupó Tortosa gracias a la alianza con la clase señorial catalana y el obispo de la ciudad, que, como la totalidad de los obispos que ocupaban las sedes catalanas, era políticamente realista. La ocupación estuvo seguida de una durísima represión contra el pueblo sublevado. El 17 de enero de 1641, ante la alarmante penetración del ejército castellano, Pau Claris, al frente de la Generalidad de Cataluña, proclamó la República Catalana, con la adhesión de la burguesía urbana descontenta por la presión fiscal, acordando una alianza político-militar con Francia. Para obtener la ayuda, Cataluña se ponía bajo la obediencia de Luis XIII de Francia. Pocos días después, con la ayuda del ejército francés, la Generalidad obtuvo una importante victoria militar en la batalla de Montjuic (26 de enero de 1641). Poco más tarde moría Pau Claris, y la difícil situación local e internacional llevó a la Generalidad a proclamar conde de Barcelona y soberano de Cataluña al rey Luis XIII.
Las tropas franco-catalanas intentaron consolidar el dominio sobre las tierras de poniente y el sur de Cataluña defendiendo Lérida, asediando Monzón e intentando recuperar Tortosa sin éxito.

## El sitio
El 4 de diciembre de 1643, las tropas aragonesas y castellanas comandadas por Felipe da Silva tomaron el castillo después del asedio a pesar de la feroz resistencia de los defensores.

## Consecuencias
Las tropas castellanas, que controlaban Tortosa y Monzón, tomaron Lérida el 30 de julio de 1644, hecho que le costó el virreinato a Philippe de La Mothe-Houdancourt, que fue sustituido por Enrique de Lorena.
- Datos: Q11703926